# Adolf Ulrik Kirstein

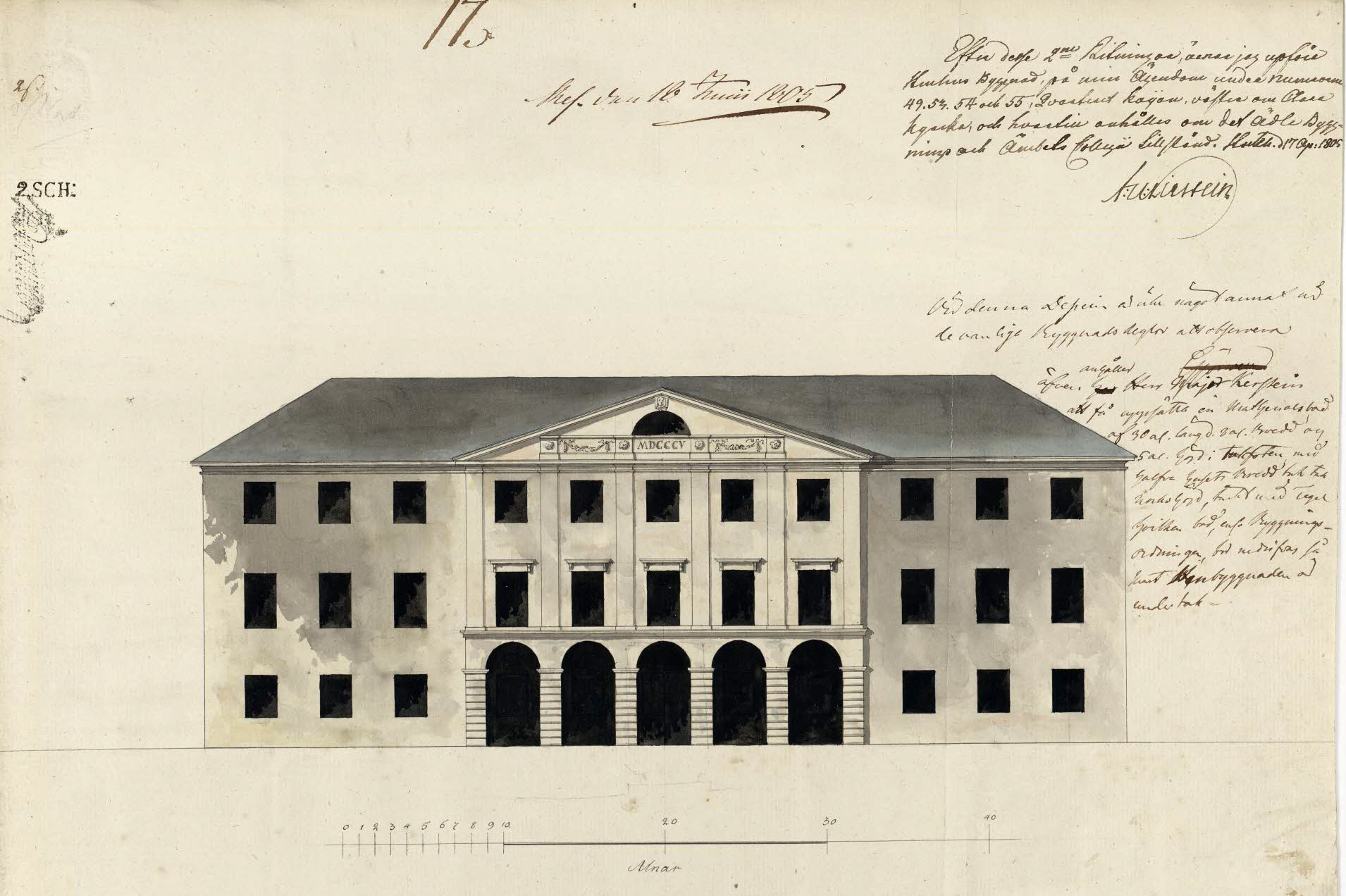
Fasadritning av Adolph Ulric Kirstein till huset på Klara Strandgata

Adolf Ulrik Kirstein (även som Adolph Ulric Kirstein), född 1746, död 1806, var en slottsbyggmästare i Stockholm
Kirstein var Major-mecanicus och ledamot av Målar- och bildhuggarakademien. Flera hus i huvudstaden har fått namn efter Kirstein; Kirsteinska huset vid Klara Strandgata, Kirsteinska huset vid Munkbron och Kirsteinska huset vid Västerlånggatan
Carl Michael Bellman dedicerade Fjäriln vingad syns på Haga till herr kaptenen Kirstein som vid denna tid var Bellmans hyresvärd på Klarabergsgatan.